# Ferrovia a cremagliera

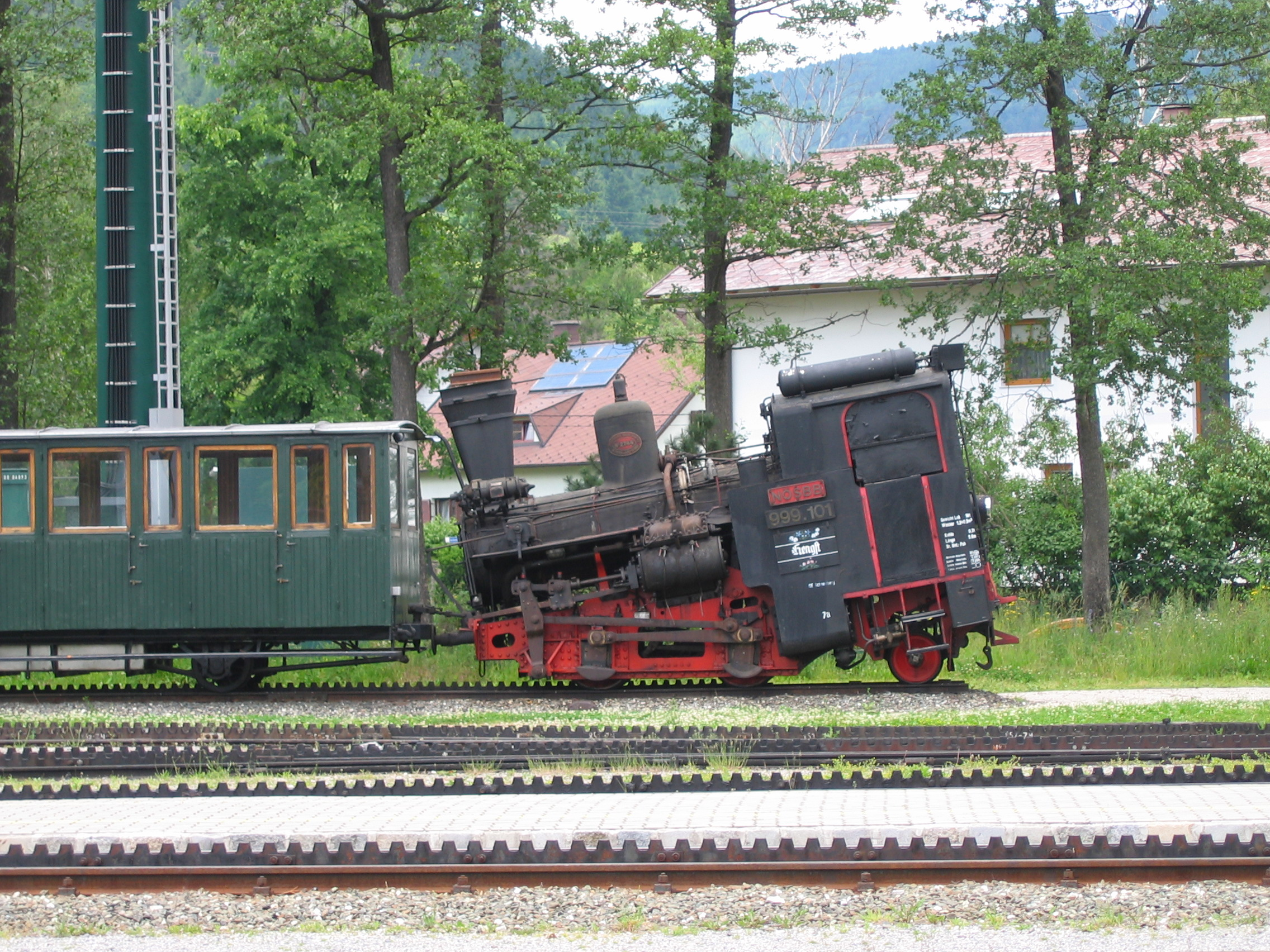
Locomotiva SKGLB Z sulla Schneebergbahn

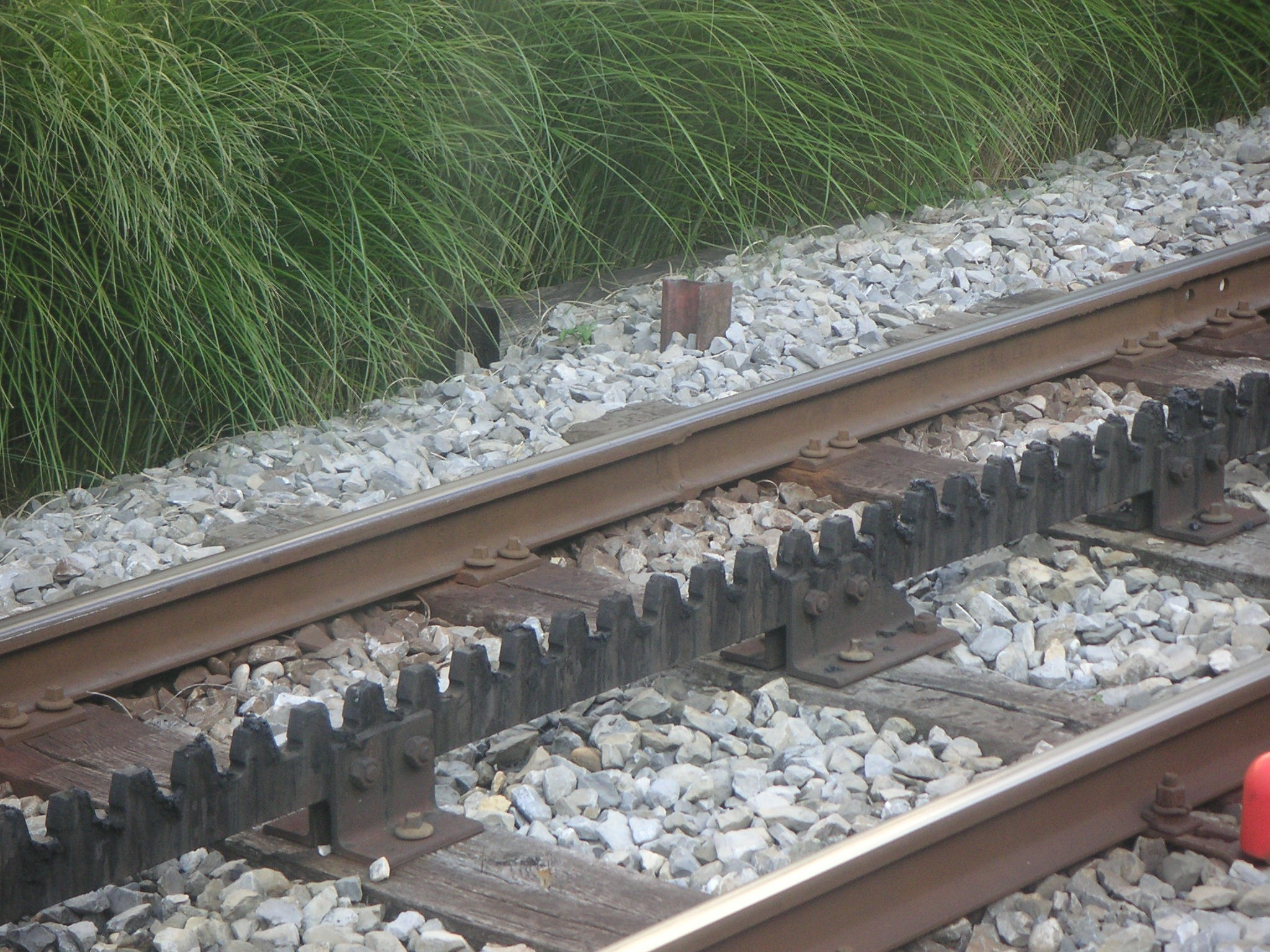
Cremagliera Von Roll a Losanna

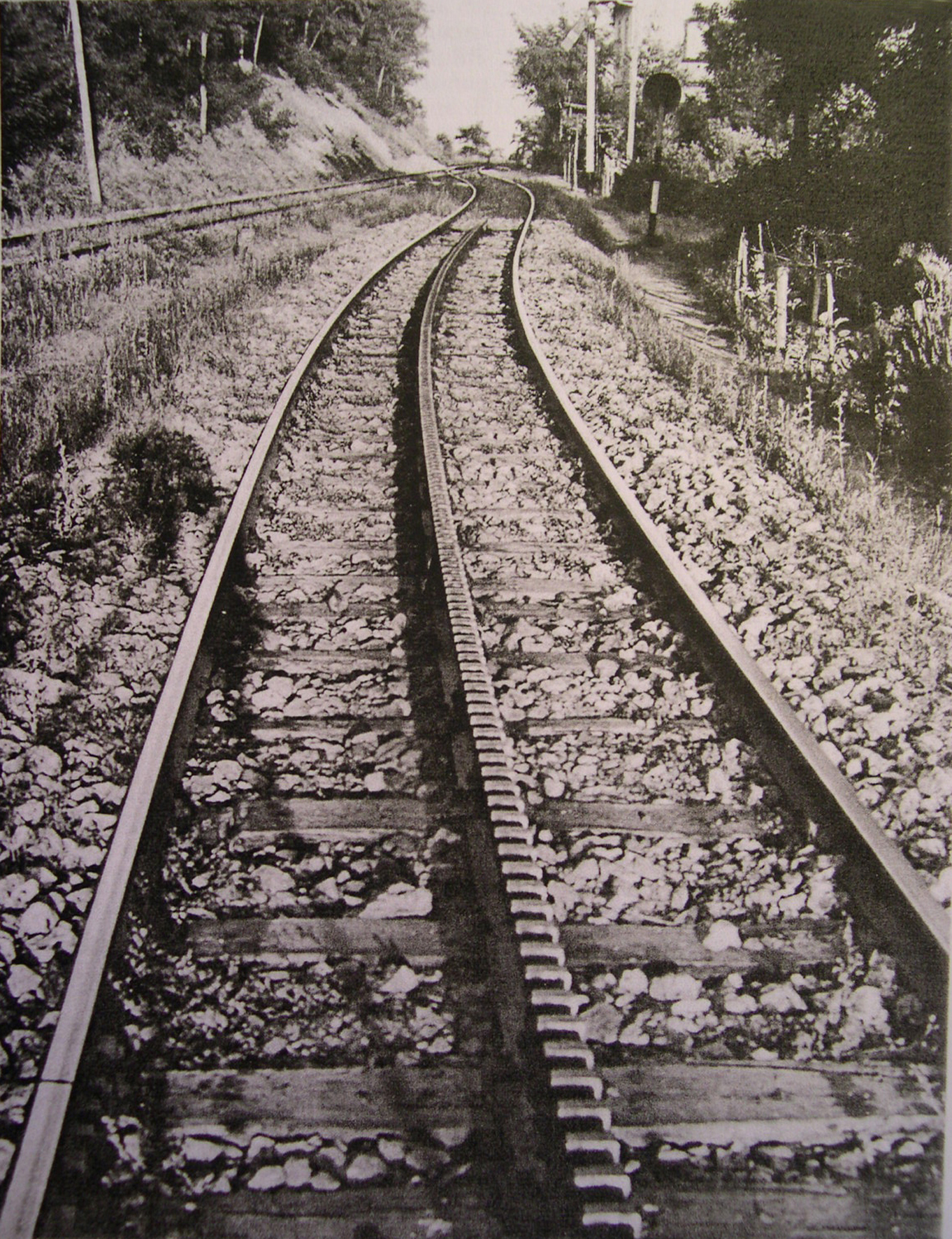
Cremagliera Strub sulla Saline-Volterra

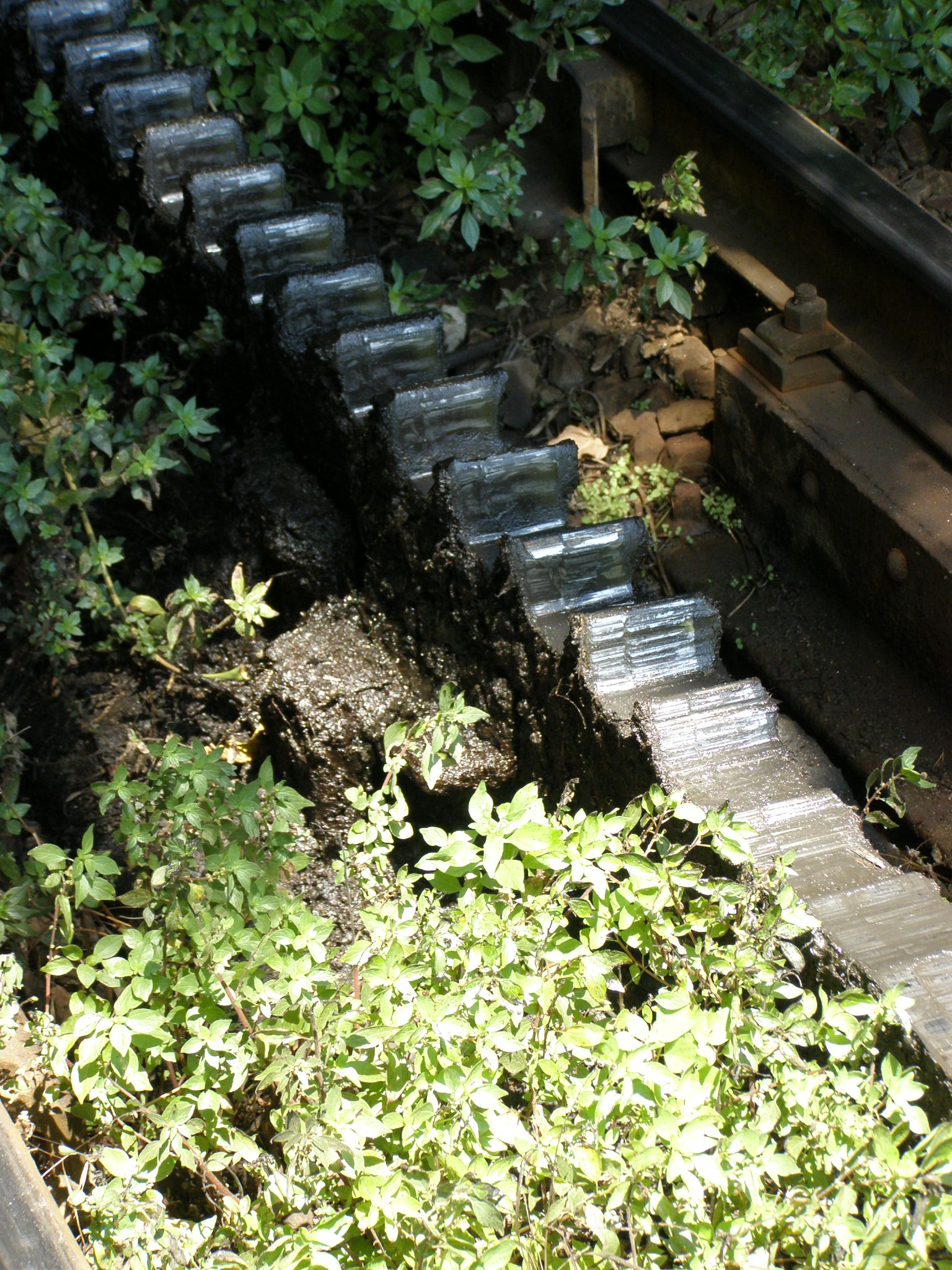
Cremagliera Strub a Catanzaro Sala

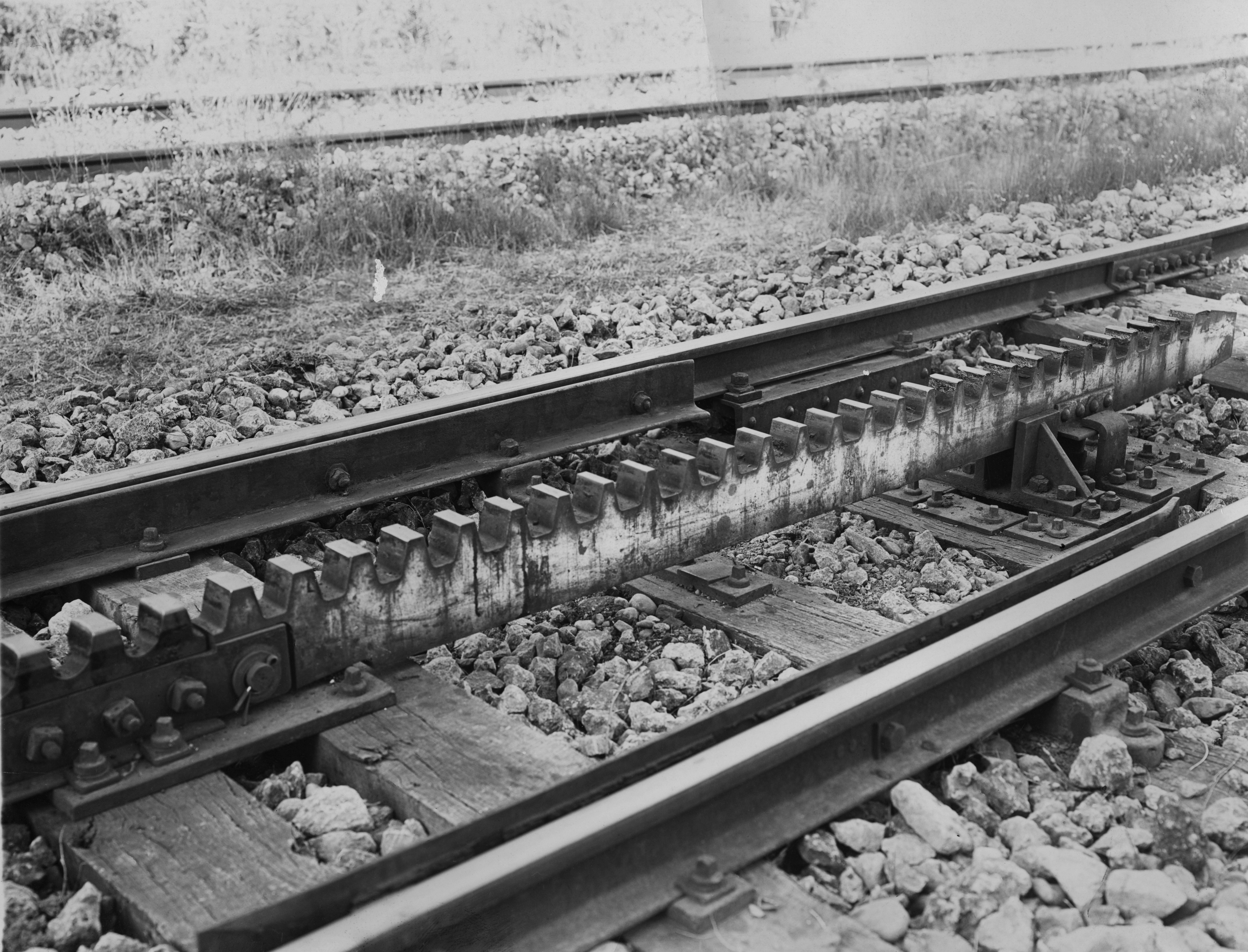
Particolare dell'innesto della cremagliera Strub sulla tratta Saline-Volterra

La ferrovia a cremagliera è un sistema di trazione ferroviaria impiegato quando l'elevata pendenza del binario rende necessario ricorrere a sistemi che aumentino l'aderenza dei mezzi destinati a trainare i treni (locomotive o automotrici) o sia necessario garantire la sicurezza della frenatura o della fermata in linea dei treni.
Si basa sull'impiego di una rotaia dentata (detta anche cremagliera) collocata parallelamente al binario, normalmente al centro fra le rotaie ma talvolta anche fuori asse. I veicoli sono dotati di una o più ruote dentate (anche pignone) collegate ai meccanismi di trazione oppure a un sistema di frenatura. I convogli possono così muoversi indipendentemente dall'inclinazione del tracciato.
Talvolta il termine cremagliera è sinteticamente utilizzato per indicare l'intero impianto.
Spesso viene confuso con funicolare, che è un sistema di trasporto che si basa invece sull'impiego di una fune.
La maggior parte degli impianti a cremagliera si trova inserita in linee ferroviarie a aderenza naturale. Lo scopo principale di questa soluzione è quello di permettere ai rotabili di superare alcuni tratti parziali, più o meno lunghi, che presentino pendenze elevate. Questo cosiddetto "sistema misto" permette una maggiore elasticità nella progettazione del tracciato e nell'esercizio, ma l'inclinazione ottenibile è limitata in quanto le vetture normali devono mantenere il piano di calpestio entro limiti di inclinazione accettabili rispetto al terreno.
Numerosi sono comunque gli esempi di impianti, interamente a cremagliera, nei quali gli assi e le ruote del treno possono essere del tutto liberi e non collegati ai motori, i quali invece usano le ruote dentate direttamente per la trazione lasciando alle ruote normali la funzione portante. Questo sistema è di solito usato per il superamento di dislivelli superiori ma su lunghezze minori.

## Sistemi di cremagliera

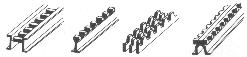
Differenti sistemi di cremagliera. Da sinistra: Riggenbach, Strub, Abt, Locher

Funzionamento della cremagliera e del pignone nel sistema Strub

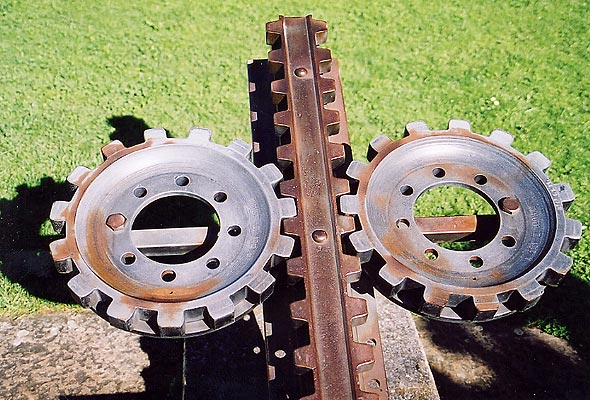
Il sistema Locher della ferrovia del Pilatus

Esistono diversi sistemi di cremagliera:
- Il sistema Riggenbach, il primo progettato e brevettato da Niklaus Riggenbach, è un binario composto da due piastre in acciaio parallele, unite da barre di sezione circolare poste a distanza regolare a formare la dentiera[1]. Rispetto ad altri sistemi, ha lo svantaggio che la posa della rotaia fissa è molto più complicata ed i costi di costruzione sono maggiori. È altresì noto come sistema Marsh, dal nome di Sylvester Marsh, il progettista americano che lo ha impiegato nello stesso periodo, ed ha anche costruito la ferrovia del Monte Washington.
- Il sistema Abt (binario a dentiera a denti sfalsati) fu ideato da Roman Abt, un ingegnere ferroviario svizzero, che considerò di perfezionare il sistema Riggenbach durante la messa in opera. La sua struttura consiste in piastre d'acciaio dritte e parallele alle rotaie, con ingranaggi a sezione regolare per facilitare l'incastro con i denti del pignone. Si usano due o tre sistemi paralleli di piastre, ed un analogo numero di pignoni è presente sulla locomotrice per assicurare che almeno un dente del pignone si incastri perfettamente durante il trasporto.
- Simile al precedente è il sistema Strub, progettato da Emil Strub e di facile manutenzione, che consiste in un'unica linea di rotaie in acciaio. Usato in Italia sulla maggior parte delle linee costruite. Un esempio è la Tranvia Sassi-Superga di Torino.[2].
- Il sistema Locher, inventato da Eduard Locher, presenta un ingranaggio dentato posto a lato, anziché sopra le rotaie, che si incastra con le due ruote dentate della locomotrice, permettendo l'uso su dislivelli più accentuati in confronto agli altri sistemi, in cui i denti potrebbero uscire dalla loro sede. È il sistema adottato lungo la ferrovia del Monte Pilatus.
- Von Roll. Von Roll è una cremagliera a lame sviluppata a partire dalla cremagliera Strub con un passo dei denti di 100 mm. Il suo fissaggio sulle traverse utilizza supporti d'acciaio profilato.

Non sono invece a cremagliera:
- Il sistema Fell, che è un sistema che sfrutta una rotaia centrale a cui si aggrappa un meccanismo a ruote di trazione presente sulla motrice.
- Il sistema usato nella Ferrovia di Vallombrosa ideato dal progettista e costruttore della stessa, ingegnere Telfener.

## Locomotive a cremagliera

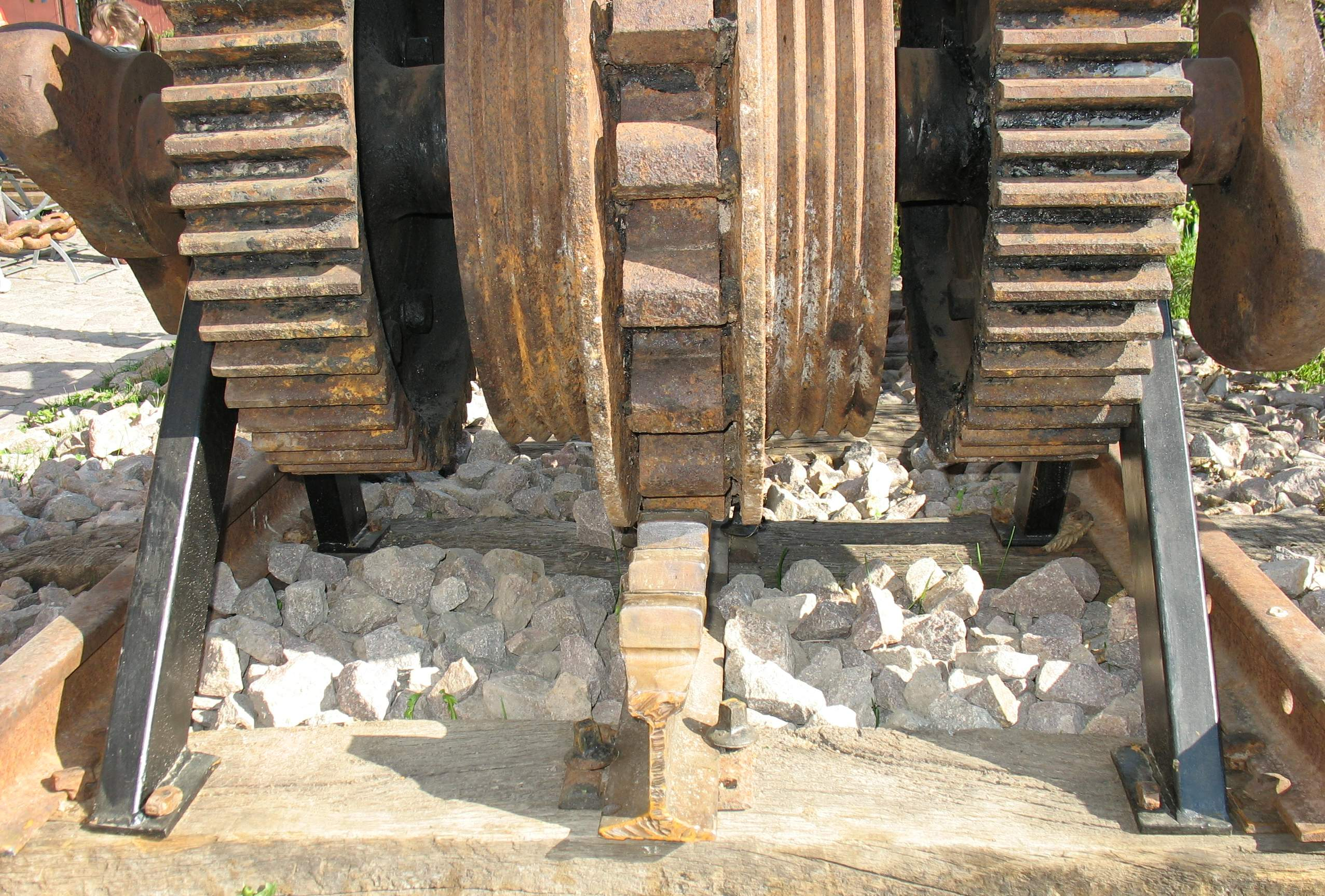
Asse motore di una locomotiva a cremagliera - Collalbo, Renon (Bolzano), aprile 2007

Sin dai primordi e per molti anni le ferrovie a cremagliera vennero esercite per mezzo di locomotive a vapore; per essere in grado di funzionare correttamente le locomotive, oltre all'uso di dispositivi particolari, hanno la necessità di assicurare alla caldaia a vapore corretti limiti di inclinazione. La caldaia delle locomotive infatti deve sempre contenere acqua sufficiente a ricoprire, in ogni istante, i tubi e gli strati interni del forno, in particolare il cielo del focolaio, ossia il rivestimento metallico superiore che altrimenti, surriscaldandosi rapidamente a causa del calore, potrebbe facilmente cedere e perfino esplodere a causa della pressione del vapore contenuto nella caldaia, con conseguenze disastrose.
Su sistemi a cremagliera molto ripidi, la caldaia, la cabina e la struttura completa della locomotiva devono quindi essere inclinate in avanti rispetto alle ruote, in modo da trovarsi in posizione quasi orizzontale sul tratto inclinato. Spesso queste motrici non sono in grado di percorrere tragitti in pianura e pertanto l'intera linea ferroviaria, comprese le officine per la manutenzione, devono trovarsi su di un piano inclinato.
Per motivi sia di sicurezza che di opportunità tecnica, lungo i tratti acclivi le motrici sono quasi sempre poste a spingere la coda del convoglio in salita o a frenarne la testa in discesa essendo fornite di freni adeguati e di dispositivi atti ad arrestare i mezzi mediante aggrappamento alle rotaie e/o alla rotaia dentata. Tali sistemi di frenatura si azionano automaticamente quando la velocità supera il valore di sicurezza previsto. Quando tutto il percorso è fortemente inclinato, la motrice può non essere agganciata al treno, ma solo appoggiata, dal momento che la forza di gravità spingerà sempre il vagone in basso verso la motrice.

## Lista di ferrovie a cremagliera

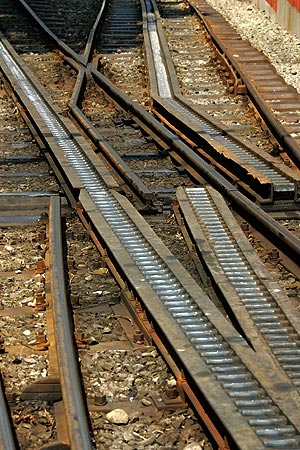
Uno scambio su linea con cremagliera sistema Riggenbach

### Australia
- West Coast Wilderness Railway in Tasmania, aperta nel 1896 per una miniera, è stata rimessa in funzione nel 2003
- Mount Morgan
- SkiTube nelle Snowy Mountains

### Austria
- Achenseebahn, Tirolo
- Erzbergbahn, Stiria
- Schafbergbahn, Alta Austria
- Schneebergbahn, Bassa Austria

### Brasile
- Cremagliera di Corcovado
- Estrada de Ferro Santos a Jundiaí, San Paolo di Brasile (tratto di cremagliera maneggiato per "MRS Logística", a treni merci, con locomotive elettriche giapponesi Hitachi).

### Germania
- Cremagliera di Drachenfels
- Cremagliera di Wendelstein
- Cremagliera dello Zugspitze
- Cremagliera di Stoccarda (Zahnradbahn Stuttgart)

### Grecia
- Cremagliera Diakofto-Kalavryta

### Francia
- Tramway du Mont Blanc
- Ferrovia Chamonix-Montenvers
- Linea C della Metropolitana di Lione
- Panoramique des Domes

### India
- Cremagliera di Nilgiri

### Italia

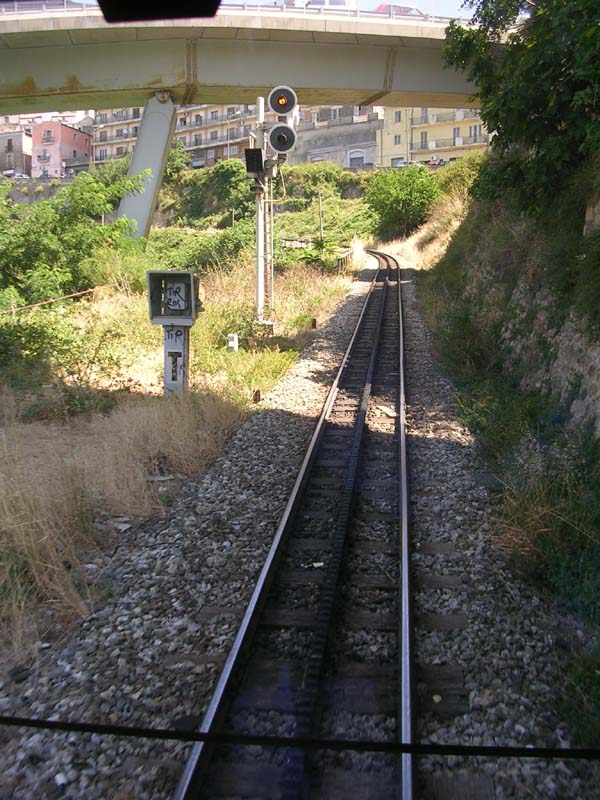
Ferrovia a cremagliera nei pressi di Catanzaro Pratica, sulla Catanzaro Lido - Catanzaro Città

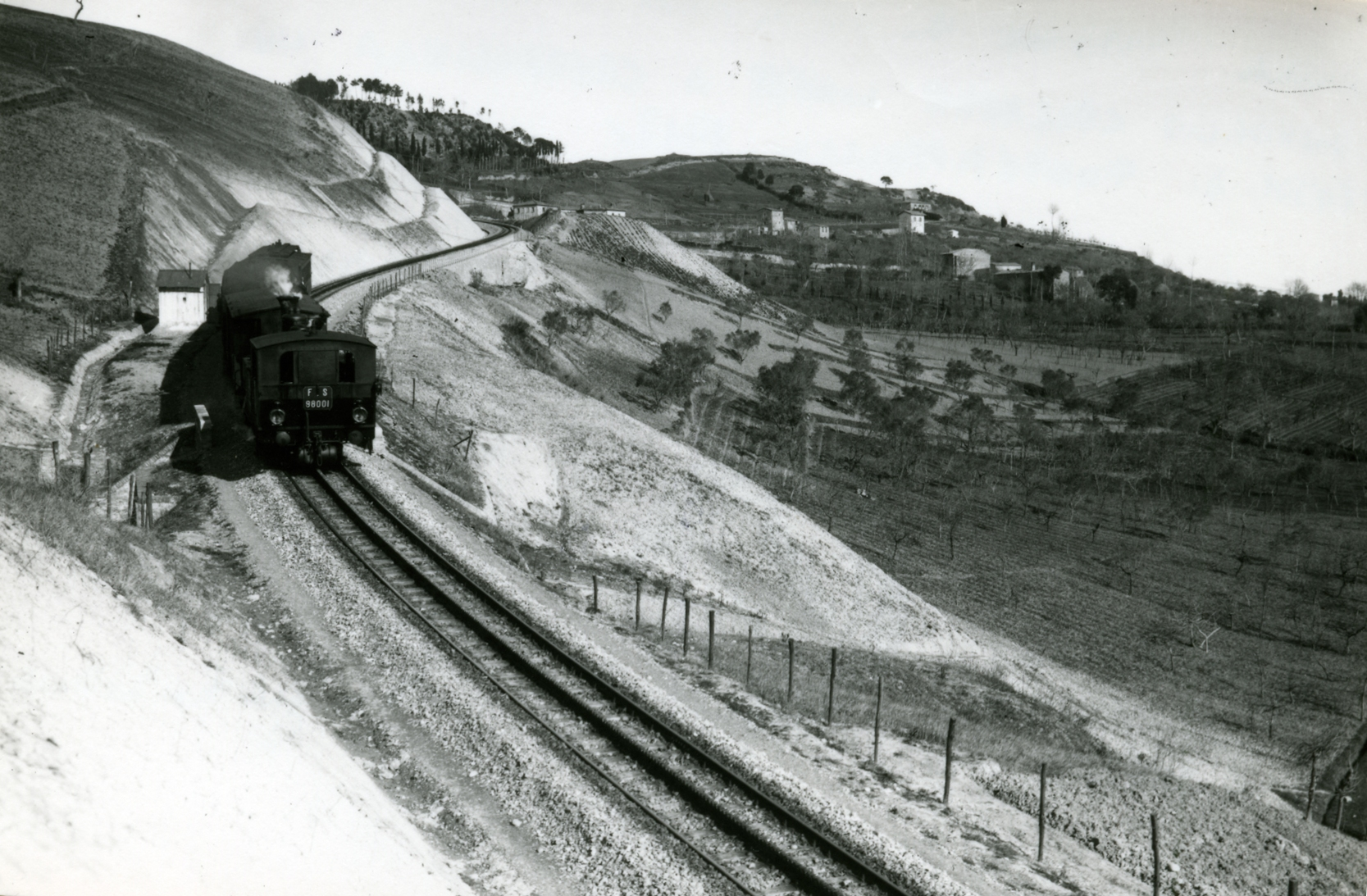
1912 circa - treno in transito sulla ferrovia a cremagliera Saline-Volterra costruita con sistema Strub

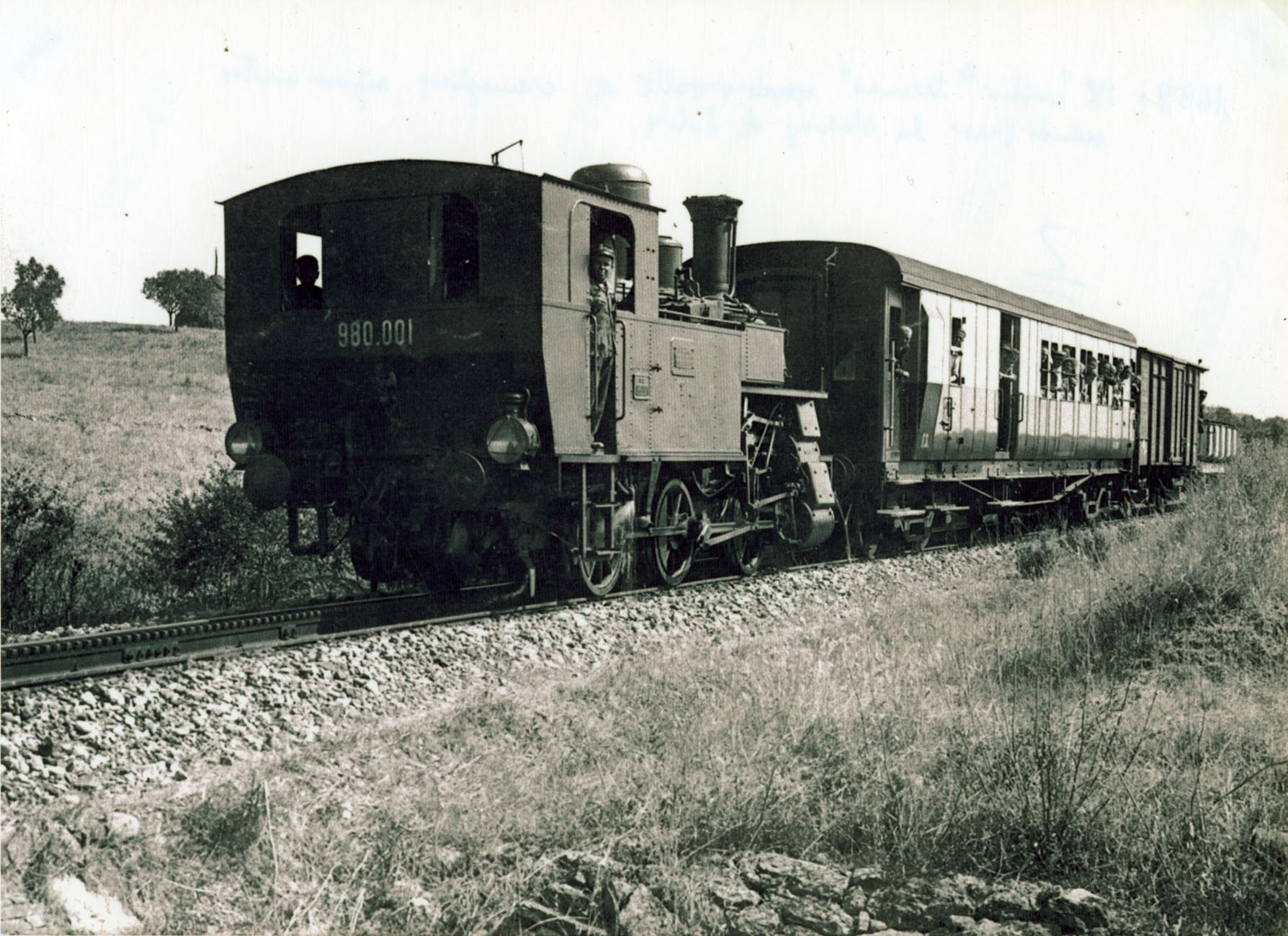
1938 - treno in transito sulla tratta a cremagliera Saline-Volterra

- Ferrovia Stresa-Mottarone, inaugurata nel 1911 (chiusa nel 1963 e sostituita da una funivia)
- Tranvia Napoli Museo-Torretta (1888-1899)[3]
- Ferrovia Sant'Ellero-Saltino (1892-1923)[4]
- Ferrovia Pugliano-Vesuvio (chiusa nel 1955 e smantellata)

Linee con cremagliera sistema Strub:
- Tranvia Sassi-Superga (Torino), inaugurata il 27 aprile del 1884 come funicolare a vapore[5] e convertita a cremagliera sistema Strub nel 1935 ed attualmente in funzione
- Ferrovia Principe-Granarolo (Genova) attualmente in funzione (sistema Strub, fino al 2012 Riggenbach[6])
- Ferrovia Catanzaro Città - Catanzaro Sala delle Ferrovie della Calabria (dall'aprile 2022 sospesa per lavori straordinari di manutenzione)
- Tranvia di Opicina (tratta a cremagliera sostituita con tratta a funicolare nel 1928)
- Ferrovia del Renon (tratto a cremagliera non più attivo, sostituito dalla funivia del Renon)
- Linea Lagonegro-Castrovillari-Spezzano Albanese delle Ferrovie Calabro Lucane (chiusa all'esercizio, a tratte, a partire dagli anni sessanta)
- Ferrovia Vibo Valentia-Mileto della Mediterranea Calabro Lucane (chiusa all'esercizio e smantellata)
- Ferrovia Rocchette-Asiago - la più alta d'Italia - (inaugurata il 10 febbraio 1910 e chiusa il 31 luglio 1958)[7]
- Ferrovia Paola-Cosenza delle F.S. (chiusa e sostituita con variante con tunnel di base)
- Tratto Saline-Volterra della ferrovia Cecina-Volterra (chiusa all'esercizio e smantellata nel tratto a cremagliera nel 1958)
- Ferrovia Dittaino-Leonforte (chiusa all'esercizio e smantellata)
- Ferrovia Dittaino-Piazza Armerina (chiusa all'esercizio alla fine degli anni sessanta e smantellata)
- Ferrovia Lercara Bassa-Filaga-Palazzo Adriano-Magazzolo (chiusa all'esercizio e smantellata negli anni sessanta)
- Ferrovia Agrigento-Naro-Licata (chiusa all'esercizio e smantellata negli anni sessanta)[2]

### Nuova Zelanda
- Vicino a Wellington - fino agli anni cinquanta, quando fu sostituita da un tunnel (sistema Fell)

### Regno Unito
- Snowdon Mountain Railway, cremagliera che sale sul monte Snowdon (Galles)

### Spagna
- Cremagliera del Montserrat
- Cremagliera di Vall de Núria

### Stati Uniti d'America
- Mount Washington Cog Railway, cremagliera del Monte Washington
- Cremagliera da Manitou al Pike's Peak

### Svizzera
- Arth-Rigi
- Berner Oberland Bahn
- Bex-Villars-Bretaye
- Brienz-Rothorn Bahn
- Furka-Bergstrecke
- Gornergratbahn
- Jungfraubahn
- Luzern-Stans-Engelberg-Bahn
- Ferrovia del Monte Generoso
- Pilatusbahn
- Rorschach-Heiden Bahn
- Schynige Platte Bahn
- Vitznau-Rigi
- Wengernalpbahn
- Appenzeller Bahnen

### Ungheria
- Fogaskerekű Vasút a Budapest, è una ferrovia urbana a cremagliera di Buda.